# Leistungsprüfung (Motorsport)
Eine Leistungsprüfung ist im Motorsport ein Wettbewerb mit Automobilen, der auf geschlossener Rennstrecke (Rundkurs) stattfindet.

## Prinzip
Von den auf denselben Rennstrecken durchgeführten Rundstreckenrennen unterscheidet sich die Leistungsprüfung durch die Form des Starts und der Zeitnahme. Während bei Rennen alle gleichzeitig starten und der erste im Ziel gewinnt, handelt es sich bei einer Leistungsprüfung um ein Zeitfahren wie bei Rallyes.
Die Teilnehmer stehen mit ihren Fahrzeugen mit laufenden Motoren in einer Zweierreihe, werden wechselseitig nach dem Reißverschluss-System an die Start-/Ziellinie geführt und dann mittels Zeichen des Starters im Abstand von 3 bis 5 Sekunden gestartet. Dabei beginnt auch die Zeitnahme für den jeweiligen Teilnehmer. Es wird eine vorgegebene Anzahl von Runden gefahren. Die Teilnehmer werden nicht mit einer Zielflagge abgewinkt, sondern sind für die Einhaltung der korrekten Rundenzahl selbst verantwortlich.
Die Wertung erfolgt nach Strafpunkten. Für jede Sekunde Fahrzeit wird ein Strafpunkt erteilt, weitere Strafpunkte können bei Nichteinhalten von Vorgaben erteilt werden. Gewonnen hat das Fahrzeug mit der geringsten Anzahl von Strafpunkten.
Die Leistungsprüfung ist damit ein Rennen gegen die Uhr, bei dem die Teilnehmer zwar gleichzeitig auf der Strecke fahren, dabei zwar um die eigene Bestzeit kämpfen, und nicht um die Position auf der Strecke. Dadurch ist es sinnlos, seine Position verteidigen zu wollen, schnellere Fahrzeuge werden vorbeigelassen. Rennveranstaltungen mit besonders vielen Fahrzeugen auf der Strecke werden dadurch sicherer. Üblich sind auch gemischte Starterfelder mit verschiedenen Fahrzeug- und Hubraumklassen.

## Veranstaltungen
Ein Beispiel für eine Leistungsprüfung ist die Rundstrecken-Challenge Nürburgring, die als älteste Tourenwagen-Serie der Welt gilt.